# Дамірчілер
Дамірчілер (азерб. Dəmirçilər), вірменська традиційна назва Джрахацнер (вірм. Ջրաղացներ, також Джрагацнер) 
 — село у Ходжалинському районі Азербайджану. Село розташоване на південний схід від Ханкенді, неподалік від траси Ханкенді — Гадрут, біля сіл Схнах, Аветараноц, Мадаташен та Акнахбюр.
В ході Першої Карабаської війни село перейшло під контроль невизнаної Республіки Арцах, у складі якої воно називалося за його вірменською назвою Джрахацнер (вірм. Ջրաղացներ). 
9 листопада 2020 року в ході Другої Карабаської війни відновлено міжнародно визнаний контроль Збройними силами Азербайджану.